# 권은아
권은아(權恩阿, 1956년 6월 12일 ~ )는 대한민국의 배우이다.

## 생애
1978년 4월 한중문화친선협회 주최 민속 미스코리아 퀸으로 당선된 후, 그 후 집안 사정으로 10여 년 간 활동을 중지하였다. 이후 드라마 《파문》으로 복귀하여 재기를 하였고, 1990년 트로트 음반을 냈다.

## 학력
- 대구여자고등학교(졸업)
- 중앙대학교 연극영화학과(중퇴)

## 출연작

### 드라마
- 1977년 MBC 《수사반장》
- 1977년 MBC 《113 수사본부》
- 1977년 MBC 《제3교실》
- 1977년 MBC 《옥녀》
- 1988년 MBC 《한중록》 ... 한상궁 역
- 1989년 MBC 《파문》
- 1990년 MBC 《대원군》 ... 장서라 역
- 1991년 MBC 《우리들의 천국》 ... 혜영의 이모 역
- 1991년 MBC 《땅》 ... 장말순 역
- 1991년 MBC 《여명의 눈동자》 ... 민희 역
- 1992년 MBC 《일출봉》
- 1992년 MBC 《한지붕 세가족》 ... 슈퍼주인 역
- 1992년 SBS 《사랑하는 당신》
- 1992년 KBS1 《겨울 무지개》
- 1993년 SBS 《한강 뻐꾸기》
- 1994년 KBS2 《남자는 외로워》
- 1994년 SBS 《여태 뭘 했수》
- 1994년 MBC 《짝》 ... 김용미 역
- 1995년 SBS 《코리아게이트》 ... 심수봉 역
- 1995년 KBS2 《내 사랑 유미》
- 1995년 KBS2 《또 하나의 시작》 ... 강순주 역
- 1996년 SBS 《임꺽정》 ... 임돌이 후처 역
- 1997년 MBC 《그대 그리고 나》 ... 이 사장의 본처 역
- 1998년 SBS 《순풍산부인과》 ... 고상순(강토 엄마) 역
- 1998년 KBS2 《사관과 신사》 ... 김정신 역
- 1999년 SBS 《크리스탈》
- 2000년 KBS2 《소설 목민심서》 ... 강진현 기생 역
- 2000년 SBS 《웬만해선 그들을 막을 수 없다》 ... 고상순 역(특별출연)
- 2001년 SBS 《여인천하》 ... 당골네 역
- 2001년 KBS2 《부부클리닉 사랑과 전쟁》 … 아내 높이날다 편 출연
- 2002년 EBS1 《TV로 보는 원작동화》
- 2002년 SBS 《똑바로 살아라》
- 2003년 MBC 《러브레터》 ... 고모 역
- 2003년 SBS 《왕의 여자》 ... 주막 주모 역
- 2004년 MBC 《한강수타령》 ... 옥심 이모 역
- 2005년 KBS1 《바람꽃》 ... 송방자 역
- 2006년 MBC 《주몽》 ... 마우령 역
- 2007년 KBS2 《착한여자 백일홍》 ... 심옥분 역
- 2009년 SBS 《천만번 사랑해》 ... 소금자 역
- 2011년 MBC 《빛과 그림자》
- 2014년 TV조선 《백년의 신부》 ... 안동댁 역

### 영화
- 1999년 《마요네즈》 ... 노박 아줌마 역
- 1996년 《1996 뽕》 ... 칠성네 역

### 예능
- 2015년 SBS 《불타는 청춘》 ... 게스트

### 광고
- 1998년 파파이스 로스트치킨버거
- 1999년 동화약품 까스활명수Q
- 2000년 동화약품 까스활명수Q (김형일과 함께 출연)

## 음반
- 1990년 《권은아 흘러간 노래 모음집》

## 수상 경력
- 1999년 제35회 백상예술대상 TV부문 인기상 《사관과 신사》